# طلایی نارنجی
طلایی نارنجی یا طلای برداشت‌شده، سایه‌ای از رنگ نارنجی و زرد است. در طول دههٔ ۱۹۷۰ میلادی، همراه با قهوه‌ای، نارنجی سوخته و سبز آووکادو، در آشپزخانه و سایر لوازم مردم‌پسند بود.